# Drangarnir
Drangarnir er fællesbetegnelen for to klipper mellem holmen Tindhólmur og øen Vágar på Færøerne. De særskilte navne for øerne er Stóri Drangur (Store klippen) og Lítli Drangur (Lille klippen). Stóri Drangur har en stor naturlig klippebue.
62°04′31″N 7°24′52″V / 62.0754°N 7.4144°V